# Tyrkan
Il Tyrkan (in russo Тыркан?) è un fiume della Russia siberiana orientale, tributario di sinistra dell'Učur (bacino idrografico dell'Aldan). Scorre nella Sacha-Jakuzia.
Nasce e scorre nell'area montuosa dell'altopiano dell'Aldan (la sorgente si trova a nord-est dei monti Tokinskij Stanovik); il corso si svolge dapprima con direzione nord-occidentale, poi settentrionale, ricevendo come maggior affluente il Bol'šoj Tyrkan (lungo 142 km) dalla sinistra idrografica. Sfocia nell'Učur a 355 km dalla foce. La lunghezza del fiume è di 238 km, il bacino imbrifero è di 7 280 km².